# Dinah Manoff
Dinah Manoff (ur. 25 stycznia 1958 roku w Nowym Jorku) – amerykańska aktorka. Jej mężem jest Arthur Mortell, z którym ma trzech synów. Jest córką aktorki Lee Grant.

## Filmografia
- 1977: Opętani jako Celia
- 1977: Atak na Entebbe jako Rachel Sager
- 1977-1981: Soap jako Elaine Lefkowitz-Dallas
- 1978: Grease jako Marty Maraschino
- 1980: Zwyczajni ludzie jako Karen
- 1982: Chcę być gwiazdą filmową jako Libby
- 1984: Gorsza Płeć jako Glennis
- 1984: Lot 90: Katastrofa na Potomak jako Priscilla Tirado
- 1987: Bez wsparcia jako Jill
- 1988: Laleczka Chucky jako Maggie Peterson
- 1988-1995: Empty Nest jako Carol Weston
- 1989: Piękna i babsztyl jako Denise Danielovitch
- 1989: Rodzinny interes jako Lois Cook
- 1990: Witaj w domu, Roxy Carmichael jako Evelyn Whittacher
- 2000: Zagubione dziecko jako Helen
- 2000: Rodzina Amati jako Denise
- 2001: Zigs
- 2001-2002: State of Grace jako Evelyn Rayburn
- 2003: Carol Christmas, A jako Marla
- 2004: Happy Birthday Oscar Wilde jako ona sama